# James Graham Ballard
James Graham Ballard (15. listopadu 1930 Šanghaj – 19. dubna 2009 Londýn) byl britský spisovatel science fiction, autor knih Bouračka, Mýty blízké budoucnosti, Říše slunce aj.
Narodil se jako syn britského úředníka. Během druhé světové války byl jako dvanáctiletý hoch tři roky internován v japonském táboře. Na zdejší pobyt vzpomínal slovy: „Nemám na ten tábor úplně nepříjemné vzpomínky. Pamatuji si hodně bezdůvodné brutality a bití, ale zároveň jsme my – děti – trávily čas hraním stovek her.“ Do Británie se dostal až v šestnácti letech. Zážitky z dětství inspirovaly jeho román Říše slunce, který se dočkal i filmové podoby pod vedením režiséra Stevena Spielberga.
Literární kariéru zahájil v padesátých letech 20. století, ale naplno se literatuře začal věnovat až v šedesátých letech. Postupně se stal jedním z představitelů tzv. nové vlny sci-fi. Byl první, kdo přišel s myšlenkou ekologické katastrofy. Během svého života napsal celkem patnáct knih a větší množství povídek. Rád o sobě mluvil jako o „architektovi snů, někdy nočních můr“ a o svých knihách tvrdil, že zobrazují psychologii budoucnosti, ne budoucnost jako takovou.